# Landtagswahlkreis Schwetzingen
Der Wahlkreis Schwetzingen (Wahlkreis 40) ist ein Landtagswahlkreis in Baden-Württemberg. Er umfasste bei der Landtagswahl 2006 die Gemeinden Altlußheim, Brühl, Eppelheim, Hockenheim, Ketsch, Neulußheim, Oftersheim, Plankstadt, Reilingen und Schwetzingen des Rhein-Neckar-Kreises. Bei der Landtagswahl 2021 blieb die Wahlkreiseinteilung unverändert; wahlberechtigt waren 92.364 Einwohner.

## Wahl 2021
Die Landtagswahl 2021 hatte folgendes Ergebnis:
| Direktkandidat   | Partei       | Stimmen in % | Landtagswahl 2016 Stimmen in % |
| ---------------- | ------------ | ------------ | ------------------------------ |
| Andre Baumann    | Grüne        | 31,3         | 26,6                           |
| Andreas Sturm    | CDU          | 23,6         | 25,0                           |
| Karlheinz Kolb   | AfD          | 10,4         | 19,1                           |
| Daniel Born      | SPD          | 14,8         | 15,4                           |
| Holger Höfs      | FDP          | 8,2          | 7,0                            |
| Florian Reck     | DIE LINKE    | 3,1          | 3,0                            |
| Philipp Schrüfer | ödp          | 0,6          | 1,1                            |
| Berthold Wiese   | Die PARTEI   | 1,9          | –                              |
| Holger Fritz     | Freie Wähler | 3,6          | –                              |
| Alwin Heid       | dieBasis     | 0,8          | –                              |
| Falk Appel       | KlimalisteBW | 0,8          | –                              |
| Martina Lämmer   | WiR2020      | 0,8          | –                              |
| –                | Sonstige     | –            | 2,7                            |

## Wahl 2016
| Direktkandidat          | Partei    | Stimmen in % | Landtagswahl 2011 Stimmen in % |
| ----------------------- | --------- | ------------ | ------------------------------ |
| Thomas Birkenmaier      | CDU       | 25,0         | 34,4                           |
| Daniel Born             | SPD       | 15,4         | 28,2                           |
| Manfred Kern            | Grüne     | 26,6         | 23,5                           |
| Hendrik Tzschaschel     | FDP       | 7,0          | 4,8                            |
| Heinrich Stürtz         | DIE LINKE | 3,0          | 3,5                            |
| Hugo Friebel            | REP       | 0,3          | 1,1                            |
| Dirk Dullin             | NPD       | 0,6          | 0,9                            |
| Martin Weinmann         | ödp       | 1,1          | 0,9                            |
| Wilhelm Damrau          | ALFA      | 1,8          | -                              |
| Klaus-Günther Voigtmann | AfD       | 19,1         | -                              |
| –                       | Sonstige  | –            | 2,7                            |

## Wahl 2011
Die Landtagswahl 2011 hatte folgendes Ergebnis:
| Direktkandidat      | Partei    | Stimmen in % | Landtagswahl 2006 Stimmen in % | Landtagswahl 2001 Stimmen in % |
| ------------------- | --------- | ------------ | ------------------------------ | ------------------------------ |
| Gerhard Stratthaus  | CDU       | 34,4         | 43,9                           | 43,6                           |
| Rosa Grünstein      | SPD       | 28,2         | 31,2                           | 38,6                           |
| Manfred Kern        | Grüne     | 023,5        | 08,0                           | 05,8                           |
| Michael Gelb        | FDP       | 04,8         | 08,6                           | 07,2                           |
| Heinrich Stürtz     | DIE LINKE | 03,5         | WASG: 4,3                      | –                              |
| Timo Weih           | REP       | 01,1         | 02,7                           | 04,1                           |
| René Schrade        | NPD       | 00,9         | –                              | –                              |
| Matthias Schlörholz | ödp       | 00,9         | 00,5                           | 00,7                           |
| Michael Kleiser     | PIRATEN   | 02,7         | –                              | –                              |
| –                   | Sonstige  | –            | 00,8                           | –                              |

Zweitmandate erhielten Rosa Grünstein (SPD) und Manfred Kern (Grüne).

## Abgeordnete seit 1976
Bei den Landtagswahlen in Baden-Württemberg hat jeder Wähler eine Stimme, mit der sowohl der Direktkandidat als auch die Gesamtzahl der Sitze einer Partei im Landtag ermittelt werden. Dabei gibt es keine Landes- oder Bezirkslisten, stattdessen werden zur Herstellung des Verhältnisausgleichs unterlegenen Wahlkreisbewerbern Zweitmandate zugeteilt.
Den Wahlkreis Schwetzingen vertraten seit 1976 folgende Abgeordnete im Landtag:
| Partei | Art des Mandats | Abgeordnete |
| ------ | --------------- | --- |
| CDU    | Erstmandat      | Lothar Gaa 1976, 1980 Michael Sieber 1984, 1988 Gerhard Stratthaus 1992, 1996, 2001, 2006, 2011 |
| CDU    | Zweitmandat     | Andreas Sturm 2021 |
| SPD    | Zweitmandat     | Karl-Peter Wettstein 1976, 1980, 1984, 1988, 1992, 1996, Mandat niedergelegt am 3. Januar 2000 Rosa Grünstein nachgerückt am 4. Januar 2000, 2001, 2006, 2011 Daniel Born 2016, 2021 (ab 2025 fraktionslos) |
| GRÜNE  | Erstmandat      | Manfred Kern 2016 Andre Baumann 2021 |
| GRÜNE  | Zweitmandat     | Manfred Kern 2011 |
| AfD    | Zweitmandat     | Klaus-Günther Voigtmann 2016 |